# Филолошки факултет Универзитета у Београду
Филолошки факултет Универзитета у Београду налази се на Студентском тргу 3, између зграде Ректората Универзитета у Београду и задужбине Илије М. Коларца.

## Управа Факултета
Декан Факултета је проф. др Ива Драшкић Вићановић.
Продекани су доц. др Јован Чудомировић (за наставу), проф. др Ана Коларић (за научни и стручни рад), проф. др Анете Ђуровић (за међународну сарадњу) и доц. др Наташа Јанићијевић (за финансије).

## Историја

### Развој филолошких дисциплина у Србији
Институционализовано изучавање филолошких дисциплина постоји у нововековној Србији још од времена установљења Велике школе у Београду 1808. године, у којој су се учили српски и немачки језик.
Историја високог школства у Србији почиње са оснивањем Лицеја кнежевине Србије 1838. године у Крагујевцу. Настава страних језика је и законски утемељена 1839. године, када се поред немачког у наставни план уводи и француски језик. Две године касније, 1841. Лицеј је пресељен у Београд.
На темељу Лицеја, кнез Михаило је 1863. године основао Велику школу (Академију) која је усељена у задужбину капетана Мише Анастасијевића на Великој пијаци (данас: Студентски трг). У тој згради се данас налази Ректорат Универзитета у Београду и Катедра за српски језик Филолошког факултета. Велика школа је била подељена на три факултета: Филозоф(иј)ски, Технички и Научни.
Филозофски факултет Велике школе подељен је 1873. године на два одсека: Филолошко-историјски и Природно-математички. Катедра за словенску филологију и историју светске књижевности постојала је од 1873. године, а из ње се 1876. године издвојила Катедра за српску и словенску књижевност. Филолошко-историјски одсек је касније, 1896. године, подељен на Лингвистичко-литерарни и Историјско-географски. На Лингвистичко-литерарном одсеку стручни предмети су били: Српска и словенска филологија, Историја српске и југословенске књижевности, Латински и грчки језик и књижевност, Француски и немачки језик и књижевност и Теорија књижевности.
Утемељење Београдског универзитета 1905. године дало је нов полет филолошким дисциплинама које су се развијале у организационом оквиру Филозофског факултета до 1960. године, када је основан Филолошки факултет.

### Филолошки факултет (1960)
Филолошки факултет је постао самостална наставна и научна установа издвајањем из Филозофског факултета школске 1960/61. године.
Непосредно по издвајању, Факултет је имао једанаест наставних група: Српскохрватски језик, Југословенска књижевност, Југословенска и светска књижевност, Славистика, Француски језик, Италијански језик, Енглески језик, Немачки језик, Општа књижевност, Оријентална филологија и Албанологија.
Постдипломске односно магистарске студије уведене су школске 1961/62. године.
Од 1996. године у Крагујевцу почиње са радом Наставно одељење Филолошког факултета, са студијским групама за српски, енглески, француски, шпански и немачки језик и њихове књижевности. 2002. године ово одељење, одлуком Владе Републике Србије, добија самосталност и, заједно са одељењем за музичке уметности ФМУ и одељењем примењених уметности ФПУ, спаја се у јединствен факултет, Филолошко-уметнички факултет Универзитета у Крагујевцу (скраћено ФИЛУМ).
Декани факултета су били Душан Пухало (1975–1977), Никша Стипчевић у два мандата (1987–1989 и 1989–1991).

### Студентски протест 2011. године
У седам часова ујутро, 17. октобра 2011. године, студенти Филолошког факултета заузели су зграду факултета и наредили прекид наставе. Све просторије су убрзо биле под барикадама од столица и клупа, у холу су исписане пароле и транспаренти, а студенти који су дошли на предавања напустили су зграду. Александра Вранеш, декан Филолошког факултета, потврдила је да је факултет у блокади и да наставе неће бити. Према речима студената који су протестовали, разлог за блокаду су изузетно висока школарина (119.000 динара), тешки услови за упис и прелазак на буџетско финансирање. Један од њихових захтева упућених Влади је био и да студентима који су ван буџетске квоте, а остварили су више од 48 ЕСПБ бодова, држава обезбеди школарину. Блокади су претходили протести 6. и 14. октобра, као и протестна шетња од платоа испред Филозофског факултета до зграде Владе у улици кнеза Милоша. Министар просвете Жарко Обрадовић најпре је рекао да ће захтеви студената бити испуњени, а нешто касније дао потпуно контрадикторну изјаву, да држава нема новца да плати школарину сваком студенту. Штрајкачи су због тога најавили радикализацију протеста. Ипак, студенти прве године италијанског језика су 24. октобра омогућили улаз у слушаоницу и одслушали прво предавање од почетка протеста, упркос константном ометању старијих колега. Од тада се настава на појединим групама одржавала повремено, у библиотекама и зборницама, а недељу дана касније протест је окончан и настава је почела да се врши редовно.

## Катедре
Факултет има 15 самосталних катедри:
- Катедра за српски језик са јужнословенским језицима
  - Група за српски језик и књижевност
  - Група за бугарски језик и књижевност
- Катедра за српску књижевност са јужнословенским књижевностима
  - Група за српску књижевност и језик
  - Група за српску књижевност и језик са општом књижевношћу (од шк. 2009/10. „са компаратистиком")
- Катедра за општу књижевност и теорију књижевности
  - Група за општу књижевност и теорију књижевности
- Катедра за славистику
  - Група за руски језик и књижевност
  - Група за пољски језик и књижевност
  - Група за чешки језик и књижевност
  - Група за словачки језик и књижевност
  - Група за украјински језик и књижевност
- Катедра за италијанистику
  - Група за италијански језик и књижевност
- Катедра за романистику
  - Група за француски језик и књижевност
  - Група за румунски језик и књижевност
- Катедра за иберијске студије
  - Група за шпански језик и хиспанске књижевности
- Катедра за германистику
  - Група за немачки језик и књижевност
  - Група за скандинавске језике и књижевности
  - Група за холандски језик и књижевност
- Катедра за англистику
  - Група за енглески језик и књижевност
- Катедра за оријенталистику
  - Група за арапски језик и књижевност
  - Група за турски језик и књижевност
  - Група за јапански језик и књижевност
  - Група за кинески језик и књижевност
  - Лекторат за корејски језик
  - Лекторат за персијски језик
- Катедра за албанологију
  - Група за албански језик и књижевност
- Катедра за општу лингвистику
  - Група за општу лингвистику
- Катедра за библиотекарство и информатику
  - Група за библиотекарство и информатику
- Катедра за неохеленске студије
  - Група за грчки језик и књижевност
- Катедра за хунгарологију
  - Група за мађарски језик и књижевност

Посебну јединицу Факултета представља Семинар за друштвене науке, који организује наставу филозофије, естетике, етике, културологије, комуникологије, социјалне екологије и психологије за све студијске групе.

## Центри
На Факултету постоје следећи центри:
- Центар за постдипломске студије (специјалистичке студије и докторске);
- Центар за научноистраживачки рад;
- Међународни славистички центар (МСЦ);
- Центар за српски језик као страни;
- Центар за стално образовање и евалуацију;
- Центар за издавачку делатност;
- Центар за стране језике;
- Центар за текстолошка истраживања;
- Центар за примењену лингвистику;
- Центар за информациону, дигиталну и медијску писменост;
- Центар за учење на даљину;
- Центар за студије Азије.

## Издавачка делатност
Факултет издаје следеће периодичне публикације:
- Прилози за књижевност, језик, историју и фолклор (од 1921. године)
- Анали Филолошког факултета (од 1961. године)
- Филолошки преглед (гласило Факултета од 1997. године)

Од 1961. излази и серија монографских публикација Монографије Филолошког факултета, у којој је до сада објављено преко 80 докторских дисертација и осталих монографских радова.